# 浙江省警官学校

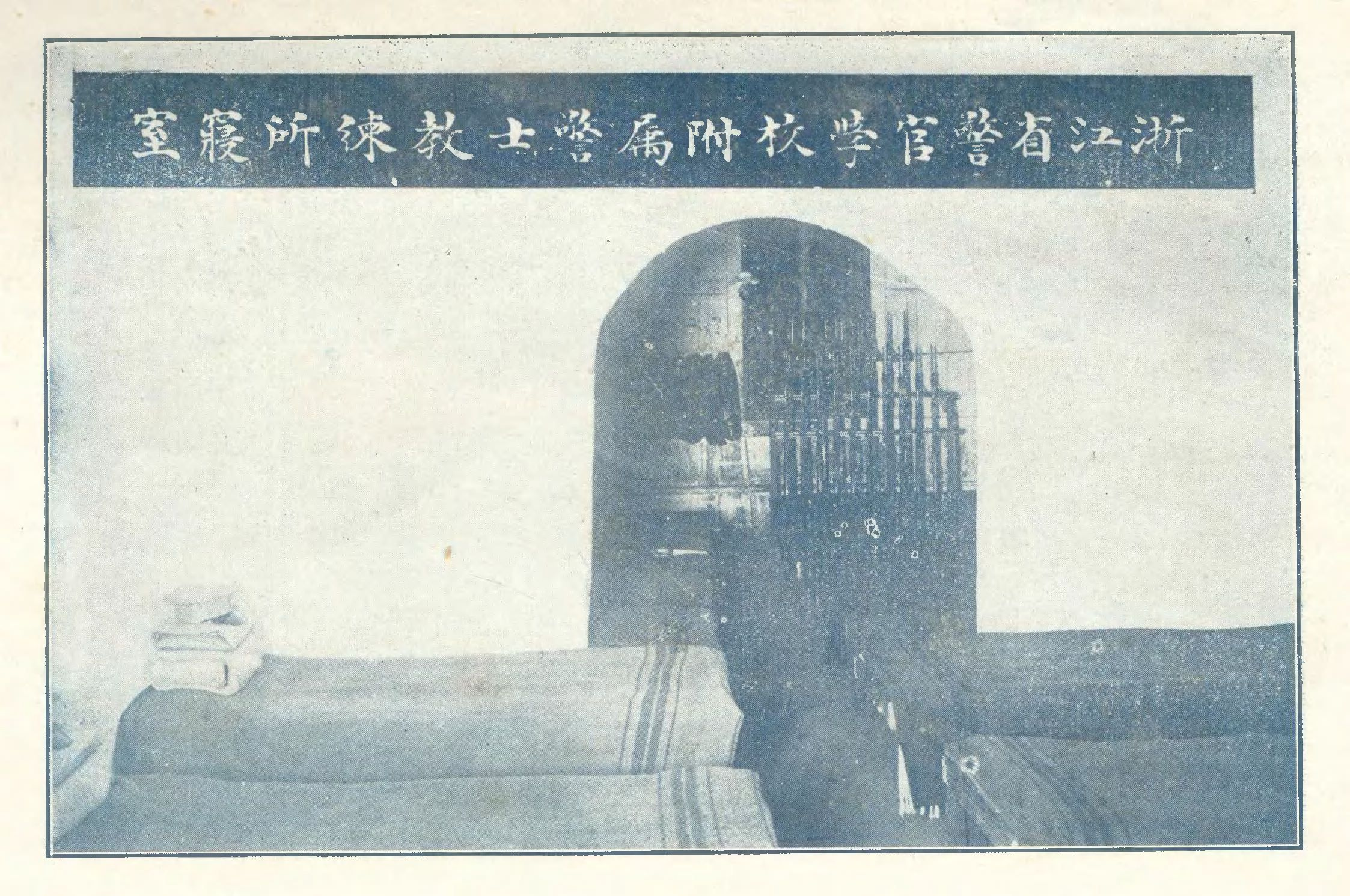
浙江省警官学校附属警士教练寝室

浙江省警官學校，或称浙江警官学校，是中华民国大陆时期的一所警察学校，1928年成立于中華民國浙江省杭州市，1936年并入中央警官学校，办校期间向國民政府軍事委員會調查統計局（军统局）输出了大批骨干。

## 历史
1928年2月1日，浙江省政府第73次委员会会议决议在杭州筹办浙江警官学校“用新人办新政”。1928年9月12日浙江省政府委员兼省民政厅厅长、国民党浙江省党部执行委员朱家骅在杭州上仓桥陆军第六师营舍（旧总制行台）创办浙江警官學校并兼任校长，施承志任教育长。第一期正科招招收高中毕业或同等学力者200人，学制2年，实际报到184人，编为正科一、二队。随即在南京招收编余黄埔军官170余人，实际报到157人，入校为速成科三队、四队，学制一年，10月8日开课。1928年12月又招浙江籍退伍军官90余人，实际报到87人，为速成科五队，12月17日开课。1929年秋对未学习过警察学的现任公安局长、分局长分两批轮训，学制8个月。1929年冬又在学校附设浙江全省警士教练所，从全省警察系统招收现职警察进行“新型”警察训练。还招收冀、鲁及浙江省籍学警百余名，编班训练。1929年冬警官学校内设立了全省警械库，将浙江全省水陆警察之武器警械纳入其管理。1930年10月朱家骅离任浙江，施承志作为朱家骅亲信继任校长一职。朱家骅与施承志通过开办警官学校等措施，强化了警察教育，培养了大批警政干部，使得浙江全省警政面貌为之一变。1930年9月正科第一期毕业生选派俞叔平、郑岩登、汪弼等10人赴奥地利留学，选派胡明远、李知章等20人赴日本留学，专攻警察学科；其他正科毕业学生由政府出资赴日本考察警政二个月。1930年正科第二期招收女生（著名的唯一军统女少将姜毅英）、1933年正科第三期设系（管理、刑事侦查、外事、妇女警训）教学等方面开风气之先，号称“中华民国现代警政改革之先锋”:94。

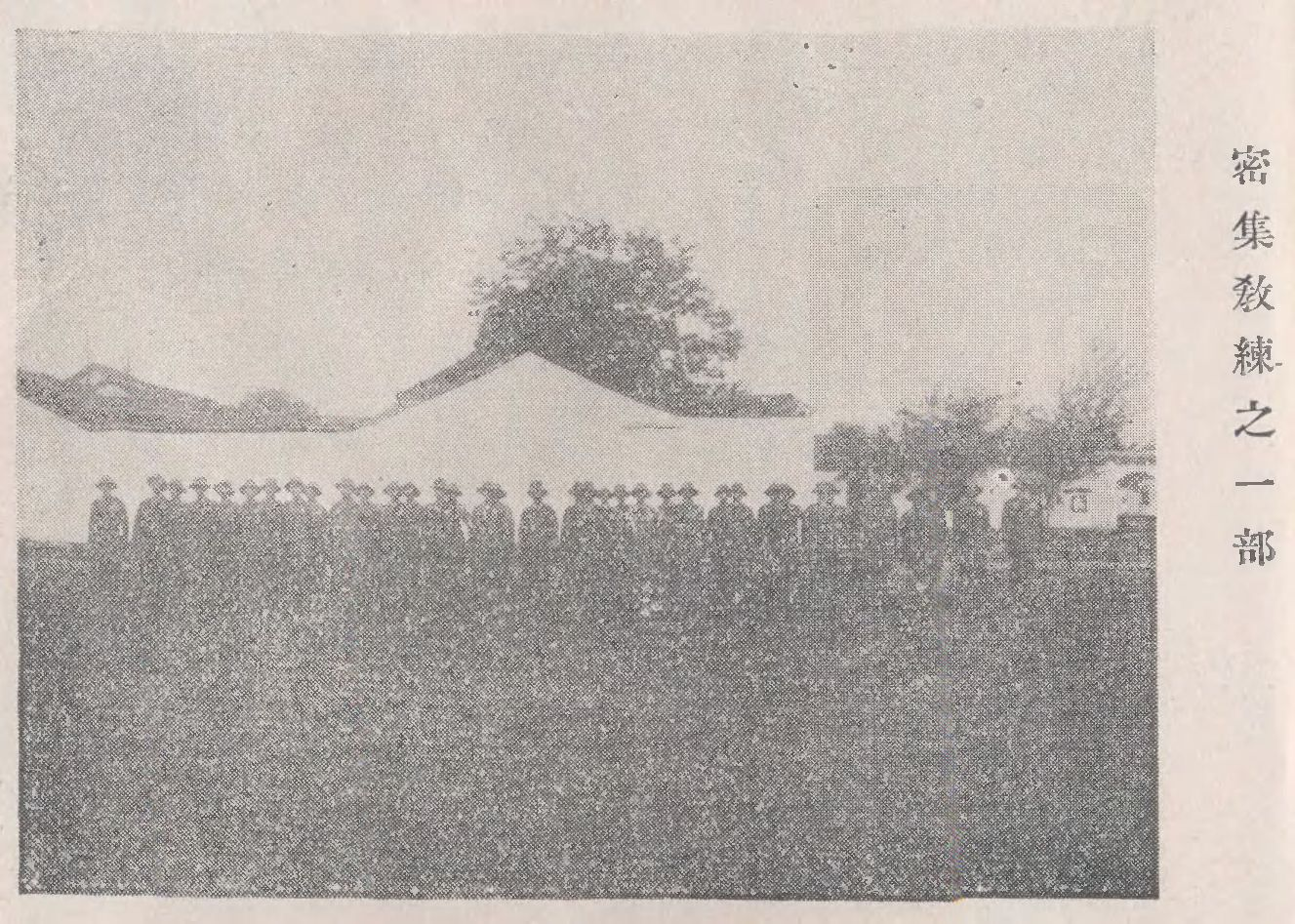
警察学校学员训练操练

1932年初，从日本留学归国、任参谋本部二厅上校情报参谋的李士珍根据日本特别高等警察理论，提出建立“政治警察”，戴笠表示赞赏。1932年“一二八”淞沪抗战后，戴笠向蒋介石建议训练一批“政治警察”人才，用于情报、保防、安全、警卫等工作。1932年6月，戴笠负责的力行社特务处，呈准在浙江警官学校设立“特务警员干部训练班”。1932年夏，蒋介石任命戴笠兼任浙江警校特训班“政治特派员”并向其直接汇报，戴笠带一队力行社特务处王孔安、毛人凤、毛宗亮、赵龙文、胡国振、谢厥成、罗杏芳、刘乙光等人进驻警校，完全控制了整个学校：王孔安被任命为政训处书记长，毛人凤任秘书，毛宗亮任通讯官，其余的人被任命为政治指导员。1932年秋天，戴笠在政治处下开办“特务警员训练班”，分成甲、乙、丙和通讯班，学制6个月，在军统局历史上称为“杭训班”，培养了毛森、萧勃、杨超群、阮清源、丁默、章微寒、娄兆元、黄雍等军统局与保密局骨干:199。杭训班是力行社特务处真正开始成规模的特务正规培训，也是抗战前最有系统的特务训练机构。训练班主任戴笠，实际主持训练工作的是为副主任余乐醒。开设课程：特工理论、秘密携带、化学通讯、毒药、麻醉等。学员阅读在苏联留学过的王新衡翻译的两本俄文著作《格伯乌》和《契卡》、前中共党员顾顺章所写《特工理论和技术》。
戴笠把持浙江警官学校后，开始设立甲、乙、丙和通讯班，专门用于特工训练：甲训班毕业后分到力行社特务处作为骨干，余乐醒教特工理论和毒品、麻醉课程，谢力公教军事地理、国际间谍和密码，李世璋教政党及其派系，梁翰芬教痕迹学，殷振球教爆破学，管容德教速记，叶道圣教情报学，朱惠清教看相算命，王文钊教摄影，金民杰教擒拿，刘金声教武术；曾惕明和黄泗钦教驾驶，谭金城教骑马术，霍淑英和山田隆一教日文课；乙训班由每年从警校毕业班里挑选出来的30个学生组成，班主任兼政治教官刘乙光，毕业后被派到侍从室警卫组当便衣特工；丙训班培训掩护人员即女特工，由警校正科的女生指导员章粹吾主持，从警校毕业班挑出6个女生专门学习理发、烹调等课程，毕业后分配到地下机关当“掩护关系人员”。1932年12月王固磐出任第三任校长。1934年2月赵龙文为第四任校长，史铭为训育主任、酆裕坤为教务主任，对浙江警官学校教学管理班底进行了大调整。1934年7月，酆裕坤奉命带领近100个浙江警校毕业班的警察到庐山地区巡逻实习。1934年9月1日，警校校长赵龙文同时担任了杭州公安局局长。
1936年6月3日，行政院第265次院务会议通过《整理警政原则》。第七条规定：警官教育应统一于中央警官学校，各省已办的少数警官学校应一律停办。1936年8月4日，行政院第272次院务会议修正通过有关提案，同意在北平的内政部警官高等学校与办得较有成效的浙江警官学校合并，成立中央警官学校，蒋介石兼任校长，原警官高等学校校长李士珍任教育长。1936年9月3日，蒋介石致电内政部“中央警官学校应设校务委员会，承校长之命，负责设计指导监督之责。简派戴笠、王固磐、酆裕坤、赵龙文、李士珍为校务委员，以戴笠为主任委员，即日起成立校务委员会”。 

## 校友
- 安我华：第三期毕业，忠义救国军第五纵队少将指挥官
- 周至柔：1928年任总队长、“队附助教训练班”副班长
- 廖宗泽
- 钟贡勋
- 张一能
- 毛森
- 姜毅英
- 沈之岳
- 俞叔平
- 方南
- 刘启纶
- 李修凯
- 郑海良
- 赵长发